# Метаморфизъм
Метаморфизъм е промяната на минерал или геоложка структура в скала, без тя да се разтопи в течна магма. Промяната настъпва главно вследствие топлина, налягане и навлизане на химически активни флуиди. Химическите съставки и кристалната структура на минералите в скалата могат да се променят, дори когато скалата остава в твърдо състояние. Промените при и точно под земната повърхност вследствие на изветряне или диагенеза не се класифицират като метаморфизъм. Метаморфизмът обикновено настъпва между диагенезата (макс. 200 °C) и топенето (~850 °C).
За да се определят процесите, обуславящи метаморфизма, учените разчитат главно на статистическа механика и експериментална петрология.
Съществуват три типа метаморфизъм: контактен, дислокационен и регионален. Метаморфизмът, породен от повишаващи се налягане и температура, се нарича прогресивен, докато този, характеризиращ се с намаляващи температура и налягане, се нарича регресивен.

## Типове

### Контактен метаморфизъм
Контактният метаморфизъм настъпва при внедряване на магма в различни скали при висока температура и под действието на отделящите се от магмата горещи флуиди. В зависимост от преобладаването на един от двата фактора могат да се наблюдават нормален контактен метаморфизъм или контактна метасоматоза.

#### Нормален контактен метаморфизъм
Нормалният контактен метаморфизъм възниква в резултат на въздействието на високата температура на навлязлата магма върху околните скали. В хода на процеса се извършва прекристализация на скалите. Видоизменените скали образуват т. нар. контактен ореол, който може да достига размер от няколко метра до стотици метри. Той може да бъде екзоконтактен, когато промените се извършват във вместващите скали, или ендоконтактен – когато промените са в магменото тяло. В зависимост от отдалечеността от контакта с магмата и състава на вместващите скали, се образуват различни нови скали. Характерни скали за този тип метаморфизъм са хорнфелзите, шистите и мраморите.

#### Контактна метасоматоза
При контактната метасоматоза съществена роля имат отделените от магмата флуиди, докато температурата играе допълнителна роля. Хидротермалните разтвори на магмата и флуидите реагират с минералите от вместващите скали, при което се образуват нови минерали. Колкото е по-голяма разликата на вместващите скали от внедрената магма, толкова са по-интензивни протичащите метасоматични процеси. Температурата, при която се извършват тези процеси, обикновено е в граници от 100 – 150 °C до 600 – 700 °C, а налягането е в рамките на 30 – 50 MPa. Типични скали за този тип метаморфизъм са скарните, грайзените, пропилитите и серпентинитите.

### Дислокационен метаморфизъм
Дислокационният метаморфизъм (наричан също динамометаморфизъм) се извършва в горните части на земната кора главно под влиянието на едностранен натиск. Обикновено се проявява в зони на интензивна тектонска дейност, в относително тесни зони. В тях, под влиянието на механични деформации се разрушават скалите и съставящите ги минерали. Това разрушаване на зависи от големината на налягането или посоката му. Ако температурата е по-висока, се наблюдава рекристализация, при което се образуват нови минерали. Те се ориентират в посока перпендикулярна на натиска и обуславят добре изразена шистозност.

### Регионален метаморфизъм
Регионален метаморфизъм може да се наблюдава в огромни региони. Свързан е със структурното развитие на цели участъци от земната кора и с орогенните процеси. Този тип метаморфизъм е следствие от няколко комбинирани фактора: висока температура, високо налягане, а често и наличието на тектонско напрежение. При този тип метаморфизъм могат да се повтарят процеси с прогресивен или регресивен характер. Тази последователна смяна на характера се дължи на изменението на температурата. При регионалния метаморфизъм се проявява ясно видима зоналност, което ще рече, че скали с един и същ състав, но попаднали в различни условия, могат да се превърнат в метаморфни скали с различен минерален състав.